# لويس ماكي
لويس ماكي (بالإنجليزية: Louis McKee)‏ هو شاعر أمريكي، ولد في 31 يوليو 1951، وتوفي في 21 نوفمبر 2011.